# Humilitas
Humilitas (łac. Pokora) – dewiza papieża Jana Pawła I. Zawołanie to zostało wybrane wraz z sakrą biskupią w 1958 roku.